# Jakub Smug

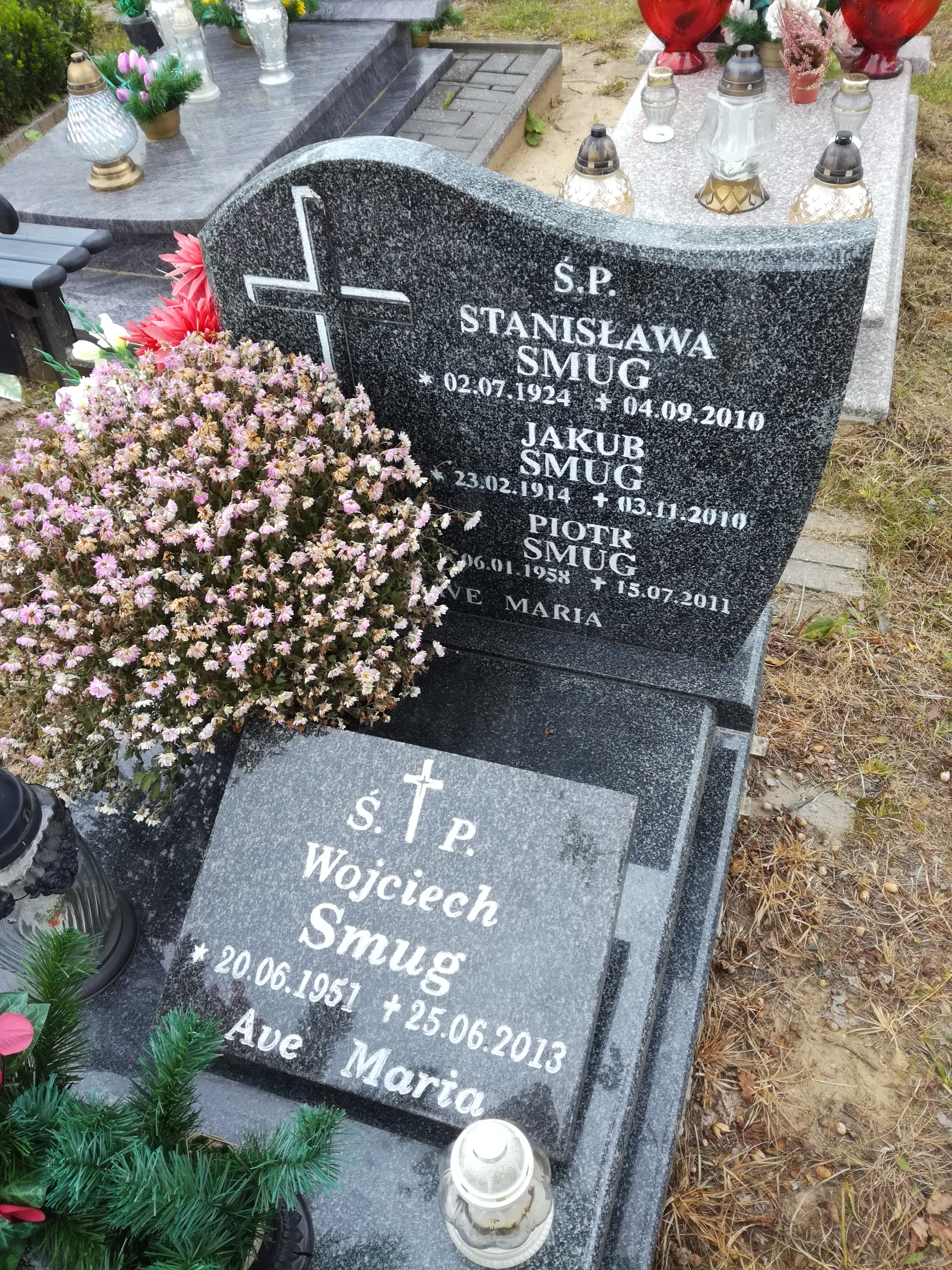
O túmulo do jogador de futebol Jakub Smug (1914-2010) no Cemitério Łostowice em Gdańsk.

Jakub Smug (23 de fevereiro de 1914 - 2 de novembro de 2010) foi um futebolista polaco.

## Carreira
Smug começou sua carreira desportiva no clube Świteź Lwów. Em 1937, ele jogou no Pogoń Stryj. Após a eclosão da Segunda Guerra Mundial permaneceu em Ivano-Frankivsk.
Após a guerra, ele atuou durante vários meses no Polonia Bytom. Depois de alguns meses mudou-se para Wrzeszcz e passou a defender as cores do Lechia Gdańsk.